# 自共共闘
自共共闘（じきょうきょうとう）は、自由民主党と日本共産党の共闘と言われる選挙運動、政権運営のことである。基本的に岩手県や大阪府など、非自民・非共産勢力が強く、自民党が比較的弱い地域で共闘関係が成立することが多い。

## 概要
自由民主党と日本共産党は政策の開きが大きい為、連立政権や政策合意は殆どなく、地方政界でもオール与党体制など共産党を外した市政・県政運営が常態化している。
55年体制下でも、京都市長の舩橋求己や神戸市長の宮崎辰雄のように、自民党と共産党を含む日本社会党、公明党、民社党など他党が相乗りした例も非常に稀だった。2000年代以降も、自民党対民主党の構図になる首長選挙でも共産党は独自候補を立て、他党と共闘することはほとんど見られなかった。
しかし、2016年に民共共闘が浸透して以降は、立憲民主党や社会民主党等との共闘を進めている。
一方で、地方政界における独自の「お国事情」により、自民党と共産党の共闘が見られることもある。全国初の例としては、1995年の高松市の市長選挙がある。脇信男市長の下で助役を務めていた増田昌三が市政継承のため、異例の自共共闘により当選している。

## 各地域の実例

### 岩手県
特に特徴的であるのは、2003年の陸前高田市の市長選である。この選挙では、共産党所属の市議であった中里長門が自民党系会派である爽風会の支援を受け、自由党（当時、のち民主党）系で5選を目指していた現職の菅野俊吾を破り、初当選を果たした。中里は市長就任後も共産党の党籍を有して2期市長を務めたが、2期とも無所属として出馬している。
陸前高田市のある岩手県は当時は「小沢王国」と呼ばれるほど小沢一郎の影響が強く、当時小沢の所属していた自由党が強い土地柄であり、岩手3区（当時、2017年の区割り変更前の選挙区）の同党所属の衆議院議員黄川田徹は陸前高田市が地盤だった。当時、市は「タラソテラピー施設」を計画しており、その計画の是非が争点であったが、「反小沢」という旗印のもとに自共共闘による市長の誕生として話題になった。
2011年に選出された自民党市議・副市長だった戸羽太も、自共共闘により選挙戦に勝利している。また、黄川田は中里〜戸羽1期目までは対抗馬側を支持していたが、戸羽2期目からは戸羽支持に変わっている（黄川田はこの間に小沢とは袂を分かち合っていた）。戸羽は2期目からは自共共闘に黄川田の支持が加わり、3期市長を務め、2023年に4期目を目指して出馬したが、新人の佐々木拓との一騎討ちに敗れて、市長を退任した。
同じ岩手県内では2014年の花巻市長選挙でも、「反小沢」により自民党・社会民主党に加え、民主党を離党した平野達男参議院議員や共産党の支援を受けた上田東一が現職の大石満雄を破り当選している。花巻市は小沢一郎の選挙区（岩手4区、当時、現在は岩手3区）であったため、次の岩手県知事選挙の前哨戦とも見られていた（翌年の岩手県知事選挙は現職の達増拓也の無投票当選）。その達増は2023年岩手県知事選挙では立憲・国民民主党に加えて共産党も支援した。

### 長野県
テレビディレクター・写真家の吉岡攻（作家・吉岡忍の兄）が、2005年佐久市長選に自民党・共産党推薦で出馬し、落選している。当時の長野県は田中康夫県政であり、無党派・反オール与党に支持が集まる傾向にあった。与野党相乗りを敬遠する情勢の中、吉岡を共産党が支持し、さらに自民党の非主流派が相乗りするという形になった。

### 和歌山県
元毎日新聞記者の大橋建一が、2002年和歌山市長選に自民・共産などの推薦で当選している。市長選はスキャンダルが相次いだ前市長、旅田卓宗の辞職によるものだったが、大橋が大差をつけた。なお、大橋の父は元和歌山県知事の大橋正雄である。

### 大阪府
大阪府は、2010年代以降の日本維新の会（旧・日本維新の会→維新の党→おおさか維新の会、大阪府総支部である大阪維新の会を含む）の台頭により、自民党と共産党が共闘する事例が頻繁に見られる。
2011年大阪市長選挙では、民主党・自民党に加え共産党から支援を受けた現職の平松邦夫と、大阪維新の会代表で、大阪府知事からの異例の転出により立候補した橋下徹による選挙戦となった。この選挙では「独裁的」と批判される橋下の政治姿勢のあり方や、『大阪市と大阪府の統合による大阪都構想』『教育基本条例案』『職員基本条例案』が争点となり、「既存政党」対「大阪維新の会」という構図となった。この選挙戦は橋下が勝利しており、既存政党への不信が橋下の勝利につながったという分析もある。
2013年堺市長選挙では、民主党推薦、自民党支持に加え、共産党と社民党の自主支援を受けた現職の竹山修身が、堺市の「大阪都構想」への参加を主張する大阪維新の会公認の新人候補である西林克敏を破り当選した。
2015年の統一地方選挙では、大阪府下の八尾市・吹田市・寝屋川市の3市長選挙において、日本共産党は反維新候補の共倒れを避けるため独自候補を擁立せず、自民党が推薦する候補を自主支援した。
2015年の大阪都構想の賛否を問う大阪市の住民投票では都構想を提唱した大阪維新の会（賛成）に対し、同構想に反対する自民、共産両党の他、同じく反対の民主党と住民投票には賛成した公明党支持者の票が流れ、投票の結果、反対が賛成を上回り都構想は否決された。
2015年大阪市長選挙では、大阪維新の会が公認した橋下徹の後継者の吉村洋文（元衆院議員）に対し、自民党が推薦した元大阪市議の柳本顕を日本共産党と民主党が支援したが、選挙の結果、吉村が当選、柳本は落選した。
また、大阪市長選挙と同時に行われた大阪府知事選挙でも大阪維新の会公認の現職の松井一郎に対し、自民党は元府議の栗原貴子を推薦。これに日本共産党と民主党が栗原を支援したが、選挙の結果、松井が再選、栗原は落選した。
2017年堺市長選挙では、自民党・民進党・社民党・日本のこころの推薦と共産党の自主支援を受けた現職の竹山修身が、大阪維新の会公認の新人候補である永藤英機を破り三選した。
2019年大阪府知事選挙、2019年大阪市長選挙でも共産党は自民党候補の自主支援に回った。維新は自共共闘を「理念なき野合」と批判し、自民党大阪府連側は「共産党とは一切関係ありません」とホームページで釈明を行ったが、共産党側はしんぶん赤旗において1面で自民党候補の写真を掲載して共闘を呼び掛けていた。また、自民府連は維新が他の野党と共に2019年度の予算案に反対したとして「自共共闘？維共共闘の間違いでしょ！」と題したネット用ポスターを作成したが、投開票の結果、両選挙ではいずれも維新候補の吉村、松井が当選した。
この直後に竹山が政治資金の記載漏れ問題で堺市長を辞職、6月に行われた後継を選ぶ選挙では、自民府連としては候補擁立を断念したものの、堺市議会議員の野村友昭がこれに反発して自民党を離党して無所属で立候補、一部の自民党市議や共産党が自主支援し統一地方選挙の時よりもゆるやかな自共共闘で、2度目の挑戦となった大阪維新の会の永藤に挑んだ。結果は約15,000票差で永藤が初当選した。
2020年11月実施の二度目となる大阪都構想に対する住民投票では、自民党府連、共産党、立憲民主党などが反対姿勢を示したが、自民府連側は他党との連携について「メリットがない。前回で学習した」と述べ消極姿勢を示し、市民団体と連携し党派色を薄める戦略を採った。投開票の結果、都構想は再び反対多数で否決された。

### 愛知県
2017年名古屋市長選挙では、2期8年を満了し、自身が代表を務める地域政党・減税日本が推薦する河村たかしが立候補し、河村と議会運営をめぐって対立した自民・民進の市議や共産党などで構成される「革新市民の会」、社民の愛知県連が支持を表明した元副市長の岩城正光が対決する構図となった。維新の会と、反維新派である自民や共産などの主要政党とが全面的に争う大阪府下の選挙戦に比べ、河村と岩城は比較的弱い政党色で選挙に挑んだ。選挙の結果、河村が当選し、3期目を務めることになった。
その河村は2021年名古屋市長選挙にも出馬を表明したが、任期中の前年に愛知県知事をリコールに賛同した際に署名偽造が発覚してイメージが低下し、その河村の対抗馬である名古屋市議会議員の横井利明を自民・公明党・立憲民主党・国民民主党が支援に回るほか、共産党も河村の再選阻止のために独自候補の擁立を見送った上で横井の自主支援に回ることとなり、事実上維新を除くほぼ全ての政党が横井に付くこととなった。選挙の結果、河村が当選し、4期目を務めることになった。